# Gorkha (huyện)
Gorkha (tiếng Nepal:गोर्खा) là một huyện thuộc khu Gandaki, vùng Tây Nepal, Nepal. Huyện này có diện tích 3610 km², dân số thời điểm năm 2001 là 288134 người.

## Dân số
Biến động dân số giai đoạn 1952-2001:
| Năm    | 1952   | 1961   | 1971   | 1981   | 1991   | 2001   |
| ------ | ------ | ------ | ------ | ------ | ------ | ------ |
| Dân số | 135975 | 151264 | 178265 | 231294 | 252524 | 288134 |